# كارل فيليب الثالث (ناخب بالاتينات)
كارل فيليب (بالألمانية: Karl III. Philipp)‏(نيوبورغ؛ 4 نوفمبر 1661 - مانهايم، 31 ديسمبر 1742)؛ كان ناخب من بيت فيتلسباخ، بحيث أنه ناخب بالاتينات وكونت بالاتينات-نيوبورغ ودوق يوليش وبيرغ منذ 1716 حتى 1742، وحتى 1728 كان أيضا كونت ميغين.

## السيرة الذاتية
ولد فينويبورغ آن در دوناو وكان ترتيته السابع من 17 طفلاً لوالديه فيليب فيلهلم ناخب بالاتينات وإليزابيث أمالي من هسن-دارمشتات، شقيقاته كانت متزوجات من الإمبراطور ليوبولد الأول وبيدرو الثاني ملك البرتغال وكارلوس الثاني ملك إسبانيا.
أصبح كارل فيليب أحد رجال الدين في مدينة كولونيا في سن الرابعة عشرة، ونقل في عام 1677 إلي زالتسبورغ وفي عام 1679 إلي ماينز، ولكنه لم يأذن له بدخول الحياة العسكرية، ومع ذلك بدأت مهنته العسكرية في 1684، ثم التحق بالحروب هابسبورغ ضد الأتراك 1691-1694 وتمت ترقيته إلى المشير الإمبراطوري، في 1712 تم تعيينه محافظاً النمسا الخارجية في إنسبروك.
كارل فيليب خلف شقيقه يوهان فيلهلم، ناخب بالاتينات بعد وفاته في 1716 قام على الفور بنقل عاصمة الانتخابية من هايدلبرغ إلى مدينة جديدة مانهايم في 1720، ولتعزيز الاتحاد بين جميع سلالات خطوط فيتلسباخ كارل فيليب نظم حفل زفاف في 17 يناير 1742 بزوج حفيدته إليزابيث أوغسته من كارل تيودور فون بالاتينات-زولتسباخ وشقيقتها ماريا آنا من الأمير البافاري كليمنت، وفي عام 1740 خلال الانتخابات الإمبراطور المثير للجدل صوت كارل فيليب لابن عمه البافاري كارل ألبريخت.
عند وفاته في ديسمبر كانون الأول 1742 فرع بالاتينات-نيوبورغ أصبح خط منقرضاً من خط الذكور، وناخبون بالاتينات الأخيرين وقد ورثوا بالاتينات (بما في ذلك نيوبورغ، يوليش وبيرغ) من قبل كارل تيودور من بالاتينات-زولتسباخ وهو فرد من آل فيتلسباخ، حفيدته الأخرى ماريا فريديريكه من زولتسباخ كانت في وقت لاحق متزوج من كونت بالاتينات فريدرخ ميخايل من تسفايبروكن وأصبح ابنهما ماكسيميليان الأول يوزف من بالاتينات-تسفايبروكن في نهاية المطاف الوارث لفرع بالاتينات-زولتسباخ.
بينما في كان مانهايم وضع كارل فيليب الثالث مع خليفته كارل الرابع تيودو معا ما كان يعتبر عموما باسم خبرة الأوركسترا في كل أوروبا في وقت لاحق. تحت قيادة الموسيقيين مثل يوهان شتاميتس و كارلو غروا ، وقد أشاد الأوركسترا من هؤلاء الموسيقيين مثل ليوبولد موتسارت وفولفغانغ أماديوس موتسارت·